# Marcin Dzieński

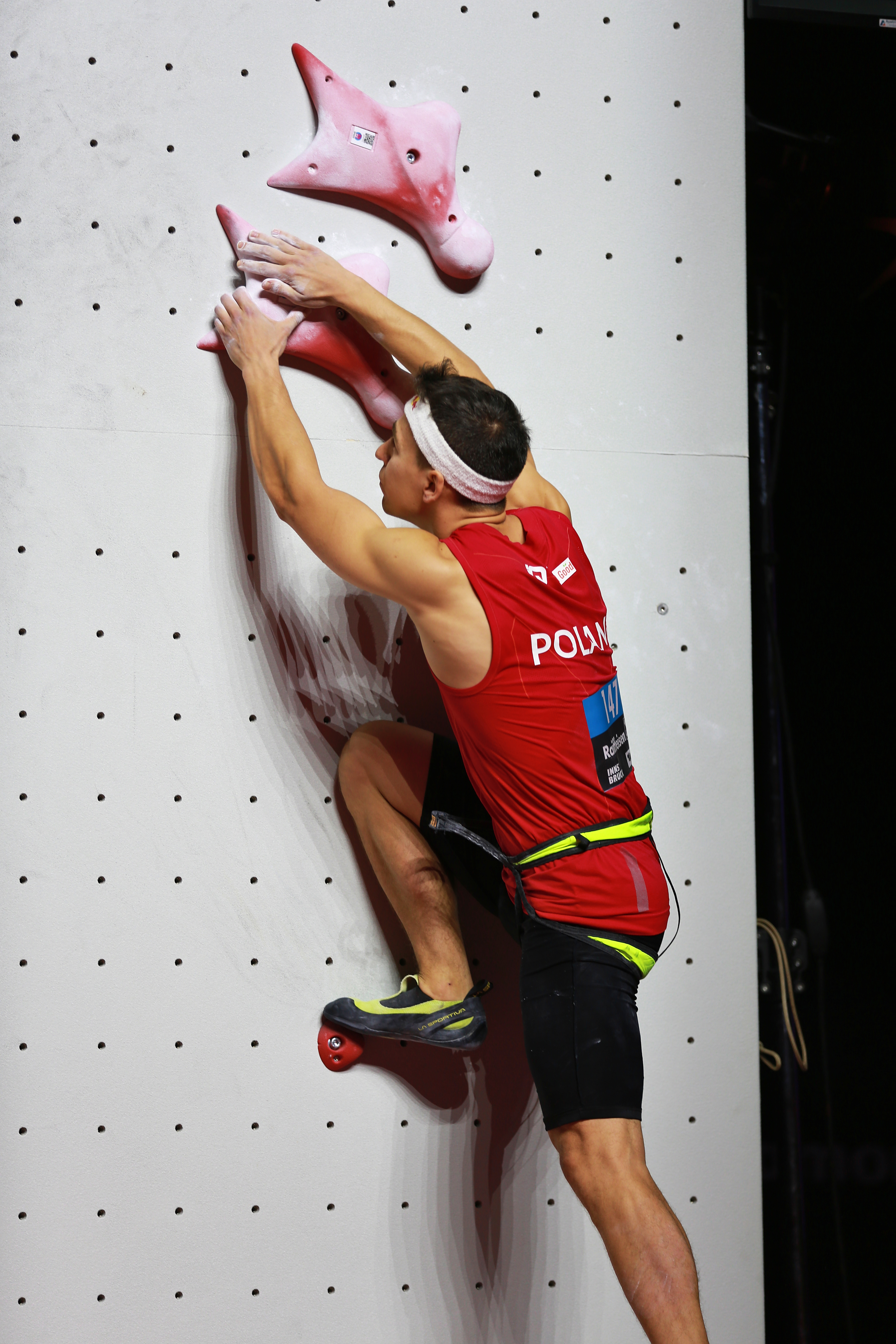
MŚ 2018 Monachium. Marcin Dzieński w 1/8 finału przegrał z Chińczykiem Zhong Qixin.

Marcin Jan Dzieński (ur. 22 stycznia 1993 w Tarnowie) – polski wspinacz sportowy. Mistrz świata we wspinaczce na czas (2016), mistrz Europy (2017), zdobywca Pucharu Świata 2016.

## Kariera sportowa
Marcin Dzieński swoje starty w zawodach wspinaczkowych rozpoczął od zawodów rangi krajowej. Pierwszy start w życiu odnotował w roku 2006, gdzie w Pucharze UKS zajął 1. miejsce w konkurencji na czas i 4. miejsce w konkurencji na prowadzenie. Z biegiem lat i rozwoju kariery, Marcin Dzieński ukierunkował się na wspinaczkę na czas. W ciągu kariery juniorskiej tytuł mistrza Polski juniorów w poszczególnych kategoriach wiekowych zdobył czterokrotnie, kolejno w latach 2008, 2009, 2010, 2011. Wielokrotnie stawał na podium Pucharu Polski, w tym osiem razy na najwyższym stopniu. Będąc jeszcze juniorem, zajmował wysokie lokaty w zawodach seniorskich. Rozpoczynając karierę seniorską, swoje starty podporządkował zawodom międzynarodowym. Trzykrotny mistrz Polski (2013,2014,2016), wicemistrz Polski z 2015 roku.
Wielokrotny medalista mistrzostw Europy oraz Pucharu Świata, dwukrotny wicemistrz świata juniorów, akademicki wicemistrz świata, akademicki mistrz Europy, multimedalista Pucharu Polski, wielokrotny mistrz i rekordzista Polski, reprezentant Polski w konkurencji na czas. W 2017 roku wziął udział w World Games, gdzie w konkurencji wspinaczki na czas zajął 4. miejsce.
Zawodnik klubu AZS AT Tarnów.

## Osiągnięcia

### Mistrzostwa świata
Marcin Dzieński w karierze juniorskiej zdobył dwukrotnie tytuł wicemistrza świata. W mistrzostwach świata seniorów zadebiutował w roku 2011, będąc jeszcze juniorem, gdzie zajął 16. miejsce. Po kolejnych dwóch startach w MS 2012, 2014, w roku 2016 zdobył tytuł mistrza świata we wspinaczce sportowej na czas jako pierwszy Polak w historii.
| Konkurencje       | 2011 | 2012 | 2014 | 2016 | 2018 | 2019 | 2021 | 2023 |
| Wsp. na czas      | 16   | 13   | 4    | 1    | 10   | 19   | 10   | 24   |
| Wspinaczka łączna | –    | –    | –    | –    | 21   | 49   | -    | -    |

### Mistrzostwa Europy
| Konkurencje  | 2013 | 2015 | 2017 | 2019 | 2022 | 2024 |
| Wsp. na czas | 2    | 3    | 1    | 15   | 2    | 7    |

### World Games
| Konkurencje  | 2017 |
| Wsp. na czas | 4    |

### Rock Master
| Konkurencje  | 2013 | 2014 | 2016 | 2017 | 2018 |
| Wsp. na czas | 4    | 4    | 1    | 35   | 6    |

### Akademickie mistrzostwa świata
| Konkurencje  | 2016 | 2015 |
| Wsp. na czas | 2    | 6    |

### Akademickie mistrzostwa Europy
| Konkurencje  | 2015 |
| Wsp. na czas | 1    |

### Puchar Świata

#### Miejsca w klasyfikacji generalnej
| Konkurencje       | 2014 | 2015 | 2016 | 2017 | 2018 | 2023 |
| Wsp. na czas      | 3    | 4    | 1    | 10   | 26   | 33   |
| Wspinaczka łączna |      |      |      | 37   |      |      |

#### Wyniki
| Miejsce | Data       | Miejscowość     | Nazwa                  | Konkurencja        |
| ------- | ---------- | --------------- | ---------------------- | ------------------ |
| 14.     | 25.08.2017 | Arco            | IFSC Climbing Worldcup | wspinaczka na czas |
| 5.      | 07.07.2017 | Villars         | IFSC Climbing Worldcup | wsp. na czas       |
| 16.     | 29.04.2017 | Nanjing         | IFSC Climbing Worldcup | wsp. na czas       |
| 18.     | 22.04.2017 | Chongqing       | IFSC Climbing Worldcup | wsp. na czas       |
| 13.     | 22.10.2016 | Xiamen          | IFSC Climbing Worldcup | wsp. na czas       |
| 3.      | 18.10.2016 | Wujiang         | IFSC Climbing Worldcup | wsp. na czas       |
| 1.      | 26.08.2016 | Arco            | IFSC Climbing Worldcup | wsp. na czas       |
| 1.      | 15.07.2016 | Villars         | IFSC Climbing Worldcup | wsp. na czas       |
| 1.      | 11.07.2016 | Chamonix        | IFSC Climbing Worldcup | wsp. na czas       |
| 3.      | 07.05.2016 | Nanjing         | IFSC Climbing Worldcup | wsp. na czas       |
| 4.      | 30.04.2016 | Chongqing       | IFSC Climbing Worldcup | wsp. na czas       |
| 5.      | 17.10.2015 | Wujiang         | IFSC Climbing Worldcup | wsp. na czas       |
| 4.      | 10.07.2015 | Chamonix        | IFSC Climbing Worldcup | wsp. na czas       |
| 8.      | 26.06.2015 | Haiyang         | IFSC Climbing Worldcup | wsp. na czas       |
| 5.      | 20.06.2015 | Chongqing       | IFSC Climbing Worldcup | wsp. na czas       |
| 2.      | 17.05.2015 | Central Saanich | IFSC Climbing Worldcup | wsp. na czas       |
| 8.      | 18.10.2014 | Wujiang         | IFSC Climbing Worldcup | wsp. na czas       |
| 1.      | 11.10.2014 | Mokpo           | IFSC Climbing Worldcup | wsp. na czas       |
| 4.      | 30.08.2014 | Arco            | IFSC Climbing Worldcup | wsp. na czas       |
| 2.      | 10.07.2014 | Chamonix        | IFSC Climbing Worldcup | wsp. na czas       |
| 2.      | 20.06.2014 | Haiyang         | IFSC Climbing Worldcup | wsp. na czas       |
| 11.     | 03.05.2014 | Baku            | IFSC Climbing Worldcup | wsp. na czas       |
| 6.      | 26.04.2014 | Chongqing       | IFSC Climbing Worldcup | wsp. na czas       |
| 5.      | 19.10.2013 | Wujiang         | IFSC Climbing Worldcup | wsp. na czas       |
| 4.      | 15.10.2013 | Haiyang         | IFSC Climbing Worldcup | wsp. na czas       |
| 15.     | 11.10.2013 | Mokpo           | IFSC Climbing Worldcup | wsp. na czas       |
| 7.      | 27.09.2013 | Perm            | IFSC Climbing Worldcup | wsp. na czas       |
| 4.      | 07.09.2013 | Arco            | IFSC Climbing Worldcup | wsp. na czas       |
| 9.      | 22.06.2013 | Baku            | IFSC Climbing Worldcup | wsp. na czas       |
| 4.      | 22.03.2013 | Chongqing       | IFSC Climbing Worldcup | wsp. na czas       |

### Pozostałe osiągnięcia
| Miejsce | Data          | Miejscowość | Nazwa                          | Konkurencja  |
| ------- | ------------- | ----------- | ------------------------------ | ------------ |
| 4.      | 21.07.2017    | Wrocław     | [[[World Games 2017]]]         | wsp. na czas |
| 2.      | 12.10.2016    | Szanghaj    | Akademickie Mistrzostwa Świata | wsp. na czas |
| 1.      | 05.08.2015    | Katowice    | Akademickie Mistrzostwa Europy | wsp. na czas |
| 1.      | 20-21.07.2013 | Daone       | Speed Rock Daone               | wsp. na czas |

## Trenerzy
- 2004-2010 Marcin Bibro
- od 2010 Tomasz Mazur
- od 2020 Mateusz Mirosław